# Makedonska prva liga 1992-1993
La Makedonska prva liga 1992-1993 è stata la 1ª edizione del massimo campionato macedone di pallacanestro maschile. La vittoria finale è stata appannaggio del Rabotnički Skopje.

## Risultati

### Playoff
| Makedonska prva liga 1992-1993 |
| ------------------------------ |
| Rabotnički Skopje 1º titolo    |

## Formazione vincitrice
| N° | Naz.                  | Ruolo | Sportivo           |  | Alt. |  |
| -- | --------------------- | ----- | ------------------ |  | ---- |  |
| 4  | Macedonia (bandiera)  | GA    | Đorđe Vojnović     |  | 198  |  |
| 5  | Macedonia (bandiera)  | G     | Vlatko Vladičevski |  | 192  |  |
| 6  | Macedonia (bandiera)  | AG    | Ilija Bocevski     |  |      |  |
| 7  | Macedonia (bandiera)  | C     | Dušan Bocevski     |  | 208  |  |
| 8  | Jugoslavia (bandiera) | C     | Slobodan Kanjevac  |  |      |  |
| 9  | Macedonia (bandiera)  | G     | Nikolče Petrušev   |  | 191  |  |
| 10 | Macedonia (bandiera)  | P     | Gjorgji Knjazev    |  | 188  |  |
| 11 | Macedonia (bandiera)  | G     | Jordančo Davitkov  |  | 195  |  |
| 12 | Macedonia (bandiera)  | GA    | Dejan Jovanovski   |  | 198  |  |
| 13 | Jugoslavia (bandiera) | C     | Goran Vukadinović  |  | 207  |  |
| 14 | Macedonia (bandiera)  | AG    | Pero Blaževski     |  | 199  |  |
| 15 | Macedonia (bandiera)  | AG    | Vojislav Zivcevic  |  |      |  |
|    | Macedonia (bandiera)  | All.  | Aleksandar Knjazev |  |      |  |